# Szent Péter és Pál apostolok fatemplom (Szentpéterfalva)
A szentpéterfalvi Szent Péter és Pál apostolok fatemplom műemlékké nyilvánított épület Romániában, Szilágy megyében. A romániai műemlékek jegyzékében az  SJ-II-m-A-05024 sorszámon szerepel.